# Quốc lộ 11 (Thái Lan)
Quốc lộ 11 (tiếng Thái: ทางหลวงแผ่นดินหมายเลข 11; Thang Luang Phaendin Mai Lek 11) là một đường quốc lộ ở Thái Lan.

## Đường

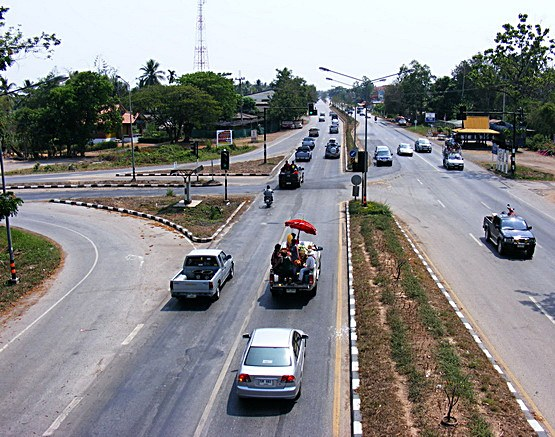
Nút giao Khung Taphao, Uttaradit

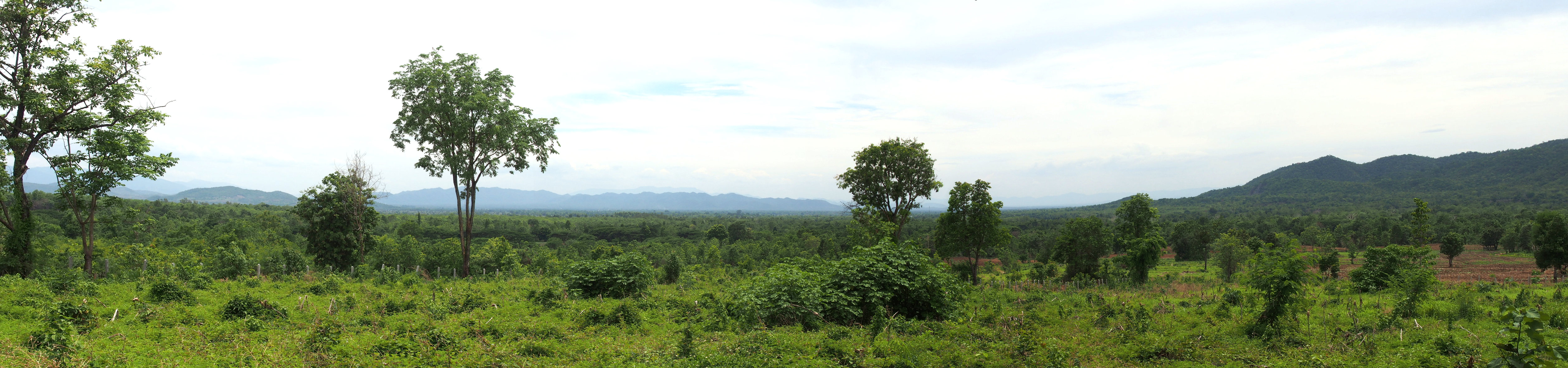
Thung lũng Mae Tha tại tỉnh Lampang, phía Tây Quốc lộ 11. Ngọn núi là một phần của dãy Phi Pan Nam Range

Được xem làm một đường thay thế cho Quốc lộ 1 đến phía Bắc Thái Lan. Nó bắt đầu từ huyện In Buri, tỉnh Sing Buri, tại nút giao Quốc lộ 32, sau đó chạy theo hướng Bắc đến tỉnh Nakhon Sawan, tỉnh Phichit, và Phitsanulok với độ dài xấp xỉ 10 kilômét, sau đó nhập vào Quốc lộ 12. Sau đó nó đi qua các tỉnh Uttaradit, Phrae, Lampang, Lamphun, và Chiang Mai nơi 10 kilômét cuối cùng của con đường được gọi là siêu cao tốc, một đoạn đường tránh thành phố Chiang Mai. Quốc lộ 11 kết thúc tại nút giao của siêu cao tốc cùng với đường Huai Kaeo (Quốc lộ 1004), hướng Đông Bắc thành phố cũ của Chiang Mai. Vào năm 2019, bắt đầu mở rộng thêm 4 làn đoạn giữa In Buri và Takhli.